# ابن ابی بیان
سدید الدین أبو الفضل داود بن أبی الفرج الإسرائیلی یا ابن ابی بیان (۱۱۸۴–۱۱۰۱ میلادی) پزشک یهودی قرائیمی قرن ۱۲ میلادی در مصر بود. وی پزشک دربار آخرین خلفای فاطمی و همچنین صلاح‌الدین ایوبی بود. طبق نوشته‌های ابن ابی‌اصیبعه، و در زمینهٔ پزشکی نوشته‌هایی داشته اما تاکنون باقی نمانده‌اند.